# Zaranj
Zaranj er en by i det sydvestlige Afghanistan, med et indbyggertal på cirka 70.000. Byen er hovedstad i provinsen Nimruz, og ligger ved grænsen til nabolandet Iran.